# Cherry Hills Village
Cherry Hills Village – miasto w Stanach Zjednoczonych, w stanie Kolorado, w hrabstwie Arapahoe.

## Historia
W 1938 roku Pierwsze domy zostały zbudowane w rejonie znanym jako "Country Homes" lub "The Circle".które znajdowały się na południe od ulicy Hampden Avenue i na zachód od University Boulevard.

## Dochody
Średnie dochody roczne gospodarstwa domowego wynoszą 486 405 $.